# Balfour-Bericht

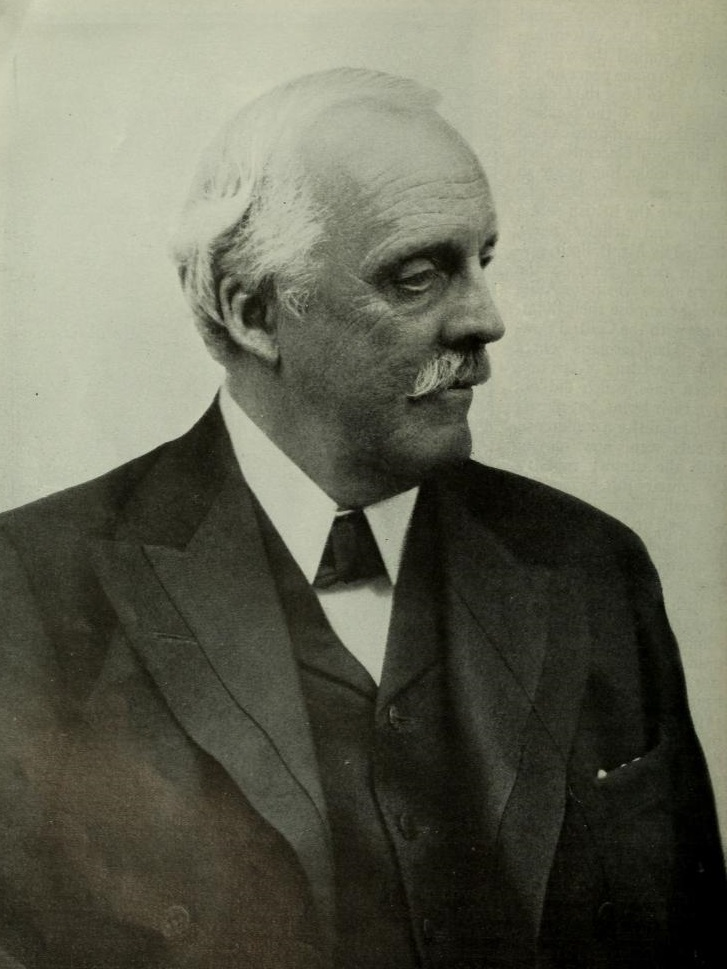
Arthur Balfour, 1. Earl of Balfour (1922)

Der Balfour-Bericht ist eine Erklärung, die 1926 von einem Ausschuss zur Neubestimmung der Beziehungen innerhalb des Britischen Empires erarbeitet und im Oktober/November des Jahres auf der Londoner Konferenz (1926) als Dokument abschließend erörtert und dann verabschiedet wurde. Konferenzteilnehmer waren der Premierminister des britischen „Mutterlands“ und dessen Kollegen aus den sich selbst verwaltenden Dominions Kanada, Neufundland, dem Irischen Freistaat, der Südafrikanischen Union, Australien und Neuseeland. Den Vorsitz hatte der ehemalige britische Premierminister und Außenminister Lord Balfour. Von ihm stammt die berühmt gewordene Definition über die Beziehungen zwischen den Dominions und Großbritannien, welche die Erkenntnisse des Berichtes zusammenfasste:

“They are autonomous Communities within the British Empire, equal in status, in no way subordinate one to another in any aspect of their domestic or external affairs, though united by a common allegiance to the Crown, and freely associated as members of the British Commonwealth of Nations.”

„Sie [die Dominions und Großbritannien] sind autonome Gemeinschaften innerhalb des britischen Weltreichs, gleichberechtigt, in keiner Weise in irgendeiner Hinsicht der Innen- und Außenpolitik einander untergeordnet, dennoch vereinigt durch eine gemeinsame Untertanentreue zur Krone und freiwillig zusammengeschlossen als Mitglieder des Britischen Commonwealth der Nationen.“

Diese Formulierung war gleichbedeutend mit der Souveränität der Dominions von Großbritannien, welche formell 1931 im Statut von Westminster durch das britische Parlament endgültig bestätigt wurde. Der Balfour-Bericht bildete die endgültige Abkehr vom Föderations-Gedanken, welcher Anfang der 1920er Jahre als mögliche Staatsstruktur für das britische Weltreich diskutiert worden war. Damit steht der Bericht exemplarisch für das Streben der Dominions nach vollständiger Souveränität von Großbritannien und bildet den Anfang der allmählichen Auflösung des britischen Empires, dessen Nachfolger, der Commonwealth of Nations, heute eine lose Organisation von vollständig unabhängigen Staaten ist.